# Шкала інтелекту Векслера для дітей
Шкала інтелекту Векслера для дітей (WISC) — це індивідуальний тест інтелекту для дітей віком від 6 до 16 років. П’яте видання (WISC-V; Wechsler, 2014) є останньою версією.
Адміністрування WISC-V займає від 45 до 65 хвилин. Він генерує повний IQ (раніше відомий як коефіцієнт інтелекту або показник IQ), який представляє загальні інтелектуальні здібності дитини. Він також надає п’ять основних показників індексу, а саме індекс вербального розуміння, візуальний просторовий індекс, індекс рідинного мислення, індекс робочої пам’яті та індекс швидкості обробки. Ці індекси представляють здібності дитини в окремих когнітивних областях. П’ять додаткових комбінованих балів можна отримати з різних комбінацій первинних або первинних і вторинних субтестів.
П’ять додаткових субтестів дають три взаємодоповнюючі зведені бали для вимірювання відповідних когнітивних здібностей. Технічні документи видавців підтримують інші індекси, такі як VECI, EFI та GAI (Raiford et al., 2015). Варіації в процедурах тестування та цілях, що призводять до пропорційних комбінацій балів або окремих індексів, можуть скоротити час або збільшити час тестування до трьох або більше годин для розширеної батареї, включаючи всі основні, допоміжні та додаткові індекси.

## Історія
Оригінальний WISC (Векслер, 1949), розроблений румунсько-американським психологом Девідом Векслером, доктором філософії, був адаптацією кількох субтестів, які склали Шкалу інтелекту Векслера–Белв’ю (Векслер, 1939), але також містив кілька субтестів, розроблених спеціально для нього. Субтести були організовані за вербальною шкалою та шкалою продуктивності та надавали бали для вербального IQ (VIQ), продуктивності IQ (PIQ) і повної шкали IQ (FSIQ).
Кожне наступне видання було перенормовано, щоб компенсувати ефект Флінна, забезпечуючи не тільки те, що норми не застаріють, що, як припускають, призведе до завищених показників інтелектуальних показників, але й те, що вони є репрезентативними для поточної популяції (Флінн, 1984, 1987, 1999; Матараццо, 1972). Додаткові оновлення та вдосконалення включають зміни до питань, щоб зробити їх менш упередженими щодо меншин і жінок, а також оновлені матеріали, щоб зробити їх більш корисними при проведенні тесту. Переглянуте видання було опубліковано в 1974 році як WISC-R (Wechsler, 1974), що містить ті самі підтести. Проте віковий діапазон змінили з 5–15 на 6–16 років.
Третє видання було опубліковано в 1991 році (WISC-III; Wechsler, 1991) і принесло з собою новий субтест як міру швидкості обробки. На додаток до показників VIQ, PIQ і FSIQ, було введено чотири нові показники індексу: індекс вербального розуміння (VCI), індекс організації сприйняття (POI), індекс свободи від відволікання (FDI) та індекс швидкості обробки (PSI).
WISC-IV був виготовлений у 2003 році. WISC-V був опублікований у 2014 році. WISC-V має загалом 21 підтест. Це дає 15 комбінованих балів.

## Формат тесту
WISC — це один тест із набору шкал інтелекту Векслера. Суб’єкти віком від 16 років тестуються за шкалою інтелекту Векслера для дорослих (WAIS), а діти віком від двох з половиною років до семи років і семи місяців тестуються за шкалою інтелекту Векслера для дошкільного та початкового рівня (WPPSI). Між тестами є певне збігання: діти віком від 6 років 0 місяців до 7 років 7 місяців можуть складати WPPSI або WISC; діти віком від 16 років можуть пройти WISC-V або WAIS-IV. За допомогою різних тестів можна досягти різного ефекту підлоги та ефекту стелі, що дозволяє краще зрозуміти здібності або недоліки дитини. Це означає, що 16-річний підліток із вадами інтелекту може пройти тестування за допомогою WISC-V, щоб клініцист міг побачити рівень його знань (найнижчий рівень).
Існує п’ять основних показників індексу: індекс вербального розуміння (VCI), візуальний просторовий індекс (VSI), індекс рідинного мислення (FRI), індекс робочої пам’яті (WMI) та індекс швидкості обробки (PSI). Для отримання кожного з основних показників індексу потрібно провести два підтести. Повномасштабний IQ розраховується на основі 7 із 10 основних субтестів: обох субтестів вербального розуміння, одного субтесту просторового візуального сприйняття, двох субтестів міркування рідини, одного субтесту робочої пам’яті та одного субтесту швидкості обробки. Вербальне розуміння та текуче мислення мають більшу вагу в повному IQ, щоб відобразити важливість кристалізованих та плавних здібностей у сучасних моделях інтелекту (Wechsler, 2014).
VCI походить від субтестів «Подібності» та «Словниковий запас». Субтести шкали вербального розуміння описані нижче:
- Подібності – (первинний, FSIQ) запитання, наскільки два слова схожі/схожі.
- Словниковий запас – (первинний, FSIQ) випробуваного просять визначити подане слово
- Інформаційні (вторинні) – загальні знання.
- Розуміння – (другорядні) запитання про соціальні ситуації чи загальні поняття.

VCI є загальним показником сформованості вербальних понять (здатності дитини міркувати вербально) і на нього впливають семантичні знання.
Індекс VSI отримано з підтестів Block Design і Visual Puzzles. Ці субтести такі:
- Конструкція блоків (первинний, FSIQ) – діти складають червоно-білі блоки у візерунок відповідно до показаної моделі. Це встановлюється за часом, і деякі складніші головоломки надають бонуси за швидкість.
- Візуальні головоломки (основні) – діти розглядають головоломку в книзі стимулів і вибирають із трьох частин, з яких три можуть побудувати головоломку.

VSI є мірою візуальної просторової обробки.
FRI виводиться з підтестів «Матричне міркування» та «Вагові коефіцієнти фігур». Нижче наведено субтести шкали міркування рідини:
- Матричне міркування (первинне, FSIQ) – дітям показують масив малюнків з одним відсутнім квадратом, і вони вибирають зображення, яке відповідає масиву з п’яти варіантів.
- Вага фігур (основна, FSIQ) – діти переглядають книгу стимулів, у якій фігури зображені на шкалі (або шкалах) з однією порожньою стороною, і вибирають варіант, який зберігає баланс ваги.
- Концепції малюнків (вторинний) – дітям пропонують серію малюнків, представлених у ряди (або два, або три ряди), і їх просять визначити, які малюнки йдуть разом, по одному з кожного ряду.
- Арифметика (вторинна) – усні арифметичні текстові задачі. Часовий.

FRI є мірою логічного та кількісного міркування.
Індекс WMI виходить із підтестів Digit Span і Picture Span. Субтести шкали робочої пам'яті такі:
- Digit Span (primary, FSIQ) – діти слухають послідовності чисел усно та повторюють їх, як вони чують, у зворотному порядку та у порядку зростання.
- Діапазон зображень (основний) – діти переглядають малюнки в книзі стимулів і вибирають із варіантів, щоб вказати зображення, які вони бачили, у порядку, якщо це можливо.
- Послідовність літер і цифр (вторинна) – дітям надають ряд цифр і літер і просять надати їх екзаменатору в заздалегідь визначеному порядку.

WMI є мірою здатності оперативної пам'яті.
PSI отримують із підтестів кодування та пошуку символів. Субтести швидкості обробки такі:
- Кодування (основне, FSIQ) – діти до 8 років позначають ряди фігур різними лініями відповідно до коду, діти старше 8 років переписують цифро-символьний код за допомогою ключа. Завдання обмежене за часом.
- Пошук символів (основний) – дітям дають ряди символів і цільових символів і просять позначити, чи з’являються цільові символи в кожному рядку.
- Скасування (вторинне) – діти сканують випадкові та структуровані розташування зображень і позначають конкретні цільові зображення протягом обмеженого проміжку часу.

PSI є мірою швидкості обробки.
Публікація WISC-V за 2014 рік містила п’ять допоміжних показників індексу, які можуть бути отримані для особливих клінічних цілей або ситуацій: індекс кількісного мислення (QRI), індекс слухової робочої пам’яті (AWMI), невербальний індекс (NVI), загальний Індекс здібностей (GAI) та індекс когнітивної майстерності (CPI). Три з цих допоміжних показників індексу (NVI, GAI та CPI) можна отримати з 10 основних субтестів. Кожен QRI та AWMI можна отримати, виконавши один додатковий субтест із субтестів, які входять до однієї з п’яти основних шкал (шкала вербального розуміння, візуально-просторового індексу, шкала рідинного мислення, шкала робочої пам’яті та шкала швидкості обробки), але не є такими. первинний. Набір цих субтестів називається вторинними субтестами (Wechsler, 2014).
Два допоміжні показники індексу, які називаються оцінками розширеного індексу, були опубліковані через рік після публікації в 2014 році, тому вони не включені в опубліковані посібники. Це вербальний (розширений кристалізований) індекс (VECI) та розширений індекс рідини (EFI) (Raiford, Drozdick, Zhang, & Zhou, 2015).
Для вимірювання когнітивних процесів, важливих для досягнення та чутливих до певних труднощів у навчанні, доступні три додаткові індекси. Додатковими показниками індексу є індекс швидкості іменування (NSI), призначений для вимірювання швидкого автоматизованого найменування, та індекс перекладу символів, призначений для вимірювання візуально-вербальної асоціативної пам’яті, яку іноді називають візуально-вербальним парним асоційованим навчанням у опублікованій літературі (Wechsler, 2014). Шкала швидкості іменування містить грамотність швидкості іменування, яка вимірює швидке автоматичне найменування, і грамотність швидкості іменування, що є єдиним комерційно опублікованим і нормованим показником швидкого кількісного іменування, також відомим як субітизація. Швидкість іменування унікально чутлива до досягнень у математиці та певних труднощів у навчанні математики (Raiford et al., 2016 ; Wechsler, Raiford, & Holdnack, 2014).

## Психометричні властивості
Нормативна вибірка WISC–V складалася з 2200 дітей віком від 6 до 16 років 11 місяців. На додаток до нормативної вибірки було зібрано низку спеціальних групових вибірок, зокрема: діти, визначені як інтелектуально обдаровані, діти з інтелектуальною недостатністю легкого або середнього ступеня, діти зі специфічними порушеннями навчання (читання, письмове вираження та математика), діти з СДУГ, діти з деструктивною поведінкою, діти, які вивчають англійську мову, діти з розладом спектру аутизму з порушенням мови, діти з розладом спектру аутизму без порушення мови та діти з черепно-мозковими травмами.
WISC–V також пов’язаний із показниками досягнення, адаптивної поведінки, виконавчої функції, поведінки та емоцій. Дослідження еквівалентності також проводилися в рамках сімейства тестів Векслера та за допомогою тесту Кауфмана (KABC-II), що дозволяє порівнювати різні показники інтелектуальних здібностей протягом життя. Було проведено низку одночасних досліджень, щоб перевірити надійність та валідність шкали. Докази конвергентної та дискримінантної валідності WISC–V забезпечуються кореляційними дослідженнями з такими інструментами: WISC–IV, WPPSI –IV, WAIS –IV, WASI–II, KABC–II, KTEA–3, WIAT –III, NEPSY–II, Vineland–II та BASC–II. Докази валідності конструкту були надані за допомогою серії факторно-аналітичних досліджень і порівнянь середніх з використанням відповідних зразків дітей спеціальної групи та неклінічних дітей.

## Використання
WISC використовується не лише як тест інтелекту, але й як клінічний інструмент. Деякі практики використовують WISC як частину оцінки, наприклад, для діагностики синдрому дефіциту уваги з гіперактивністю (СДУГ) і труднощів у навчанні. Зазвичай це робиться за допомогою процесу, який називається аналізом шаблонів, у якому оцінки різних субтестів порівнюються між собою (іпсативна оцінка) і здійснюється пошук кластерів незвичайно низьких балів по відношенню до інших. Сам Девід Векслер запропонував це в 1958 році. 
Однак дослідження не показують, що це ефективний спосіб діагностики СДУГ або труднощів у навчанні.  Переважна більшість дітей із СДУГ не виявляють певних субтестів, значно нижчих за інші, і багато дітей, які демонструють такі патерни, не мають СДУГ. Інші моделі для дітей з вадами навчання демонструють подібну відсутність корисності WISC як діагностичного інструменту.  Хоча, коли теорія Кеттелла–Хорна–Керролла використовується для інтерпретації підтестів WISC–V, речі, як правило, мають набагато більше сенсу.
Під час діагностики дітей найкраща практика передбачає використання багатофакторної батареї, тобто багатофакторної оцінки, оскільки проблеми з навчанням, концентрація уваги та емоційні труднощі можуть мати подібні симптоми, виникати одночасно або взаємно впливати одна на одну. Наприклад, діти з труднощами в навчанні можуть стати емоційно збентеженими і, таким чином, мати труднощі з концентрацією, почати проявляти проблеми з поведінкою, або обидва. Діти з СДУГ можуть виявляти труднощі з навчанням через проблеми з увагою або також мати розлад навчання чи інвалідність (або не мати нічого іншого). Коротше кажучи, хоча діагностику будь-яких труднощів у дитинстві чи дорослому віці ніколи не можна встановлювати лише на основі IQ (або співбесіди, огляду лікаря, звіту батьків, іншого тесту тощо), тест на когнітивні здібності може допомогти виключити у поєднанні з іншими тести та джерела інформації, інші пояснення проблем, виявляти супутні захворювання та бути багатим джерелом інформації за умови належного аналізу та уникнення покладення просто на єдиний сумарний бал IQ (Sattler, Dumont, & Coalson, 2016).
WISC можна використовувати, щоб показати розбіжності між інтелектом дитини та її успішністю в школі (і саме цю невідповідність шукають шкільні психологи, використовуючи цей тест). У клінічних умовах порушення здатності до навчання можна діагностувати шляхом порівняння показників інтелекту та результатів тесту досягнень, наприклад Вудкока Джонсона III або Індивідуального тесту досягнень Векслера II. Якщо досягнення дитини нижчі від очікуваних, враховуючи рівень її інтелектуального функціонування (як отримано з тесту IQ, такого як WISC-IV), тоді може мати місце порушення навчання. Інші психологи та дослідники вважають, що WISC можна використовувати для розуміння складності людського розуму шляхом вивчення кожного субтесту, і він справді може допомогти в діагностиці труднощів у навчанні.
Згодом WISC можна використовувати як частину батареї оцінювання для визначення інтелектуальної обдарованості, труднощів у навчанні, а також когнітивних сильних і слабких сторін. У поєднанні з іншими показниками, такими як Adaptive Behavior Assessment System–II (ABAS–II; Harrison & Oakland, 2003) і Шкала дитячої пам’яті (CMS ; Cohen, 1997), його клінічна корисність може бути посилена. Подібні комбінації надають інформацію про когнітивне та адаптивне функціонування, обидва з яких необхідні для правильної діагностики труднощів у навчанні та функціонування навчання та пам’яті, що призводить до більш повної картини когнітивного функціонування дитини.
WISC–V пов’язаний із Тестом навчальних досягнень Кауфмана–Третє видання (KTEA–3; Kaufman & Kaufman, 2014) та Тестом індивідуальних досягнень Векслера –III (WIAT–III; Pearson, 2009), мірою академічних досягнень. Цей зв’язок надає інформацію як про когнітивні здібності, так і про навчальні досягнення дітей. Тести інтелектуального функціонування широко використовуються в шкільних умовах для оцінки конкретних когнітивних недоліків, які можуть сприяти низькій академічній успішності, і для прогнозування майбутніх академічних досягнень. Використання WISC–V у такий спосіб надає інформацію для цілей освітнього втручання, наприклад втручання, спрямоване на вирішення труднощів у навчанні та когнітивного дефіциту.
WISC–V також можна використовувати для оцінки когнітивного розвитку дитини з огляду на хронологічний вік дитини. Використовуючи такі порівняння з іншими джерелами даних, WISC може надати інформацію про розвиток і психологічний стан дитини. Дуже високі або дуже низькі бали можуть свідчити про фактори, що сприяють труднощам адаптації в соціальних контекстах, які створюють проблеми з прийняттям такої різноманітності розвитку (або які не можуть вмістити більше, ніж певний рівень високого когнітивного функціонування).
Оцінка FSIQ 135 або вище приймається для вступу до Intertel, товариства для інтелектуально обдарованих. 

## Переклади
WISC було перекладено або адаптовано до багатьох мов, і норми були встановлені для ряду країн, включаючи іспанську, португальську (Бразилія та Португалія), арабську, ісландську, норвезьку, шведську, фінську, чеську, хорватську, французьку (Франція та Канада).), німецькою (Німеччина, Австрія та Швейцарія), англійською (Сполучені Штати, Канада, Велика Британія, Австралія), валлійською, голландською, японською, китайською (Гонконг, Тайвань), корейською (Південна Корея), грецькою, румунською, індонезійською, словенською, івритом та італійською. Для кожного перекладу встановлюються окремі норми. (Норвегія використовує шведські норми). Індія використовує Шкалу інтелекту Маліна для індійських дітей (MISIC), адаптацію WISC Артура Дж. Маліна.  Однак норми MISIC застаріли (не оновлювалися 50 років), і багато клінічних психологів не використовують цей тест у своїй практиці через можливі помилки у виміряних IQ через ефект Флінна. Будучи вихідцями з країни, що розвивається, індійські діти зазнали численних змін у своїх інтелектуальних здібностях за останні 5 десятиліть, що робить застосування MISIC зайвим, хоча деякі психометрики вважають такі зміни незначними, тому тест все ще застосовний. Замість MISIC лікарі частіше приймають і використовують четверте видання WISC, яке було адаптовано та стандартизовано для Індії в 2012 році. Будучи найбільш широко використовуваним тестом для оцінки інтелекту в Індії, MISIC все ще має своїх прихильників і буде продовжувати використовуватися клініцистами по всій країні, через що його норми необхідно оновити. Японська версія WISC-IV була розроблена японськими психологами Казухіко Уено, Казухіро Фудзіта, Хісао Маекава, Тосінорі Ісікума, Хітоші Дайроку та Осаму Мацуда.

## Дивись також
- Шкала інтелекту дорослого Векслера
- Дошкільна та початкова шкала інтелекту Векслера

## Зовнішні посилання
- Біографія Девіда Векслера  Archived  </link>

Шаблон:Neuropsychology testsШаблон:Psychologic and psychiatric evaluation and testing